# Code Geass 漆黑的蓮夜
《Code Geass 漆黑的蓮夜》（日語：コードギアス 漆黒の蓮夜）是基於動畫“Code Geass”系列展開的漫畫，同時本作是迎接“Code Geass”動畫系列第二作的活動第一彈，預定於2010年1月的月刊《Newtype》開始連戴。故事背景以描述日本的江戶時代一名裝有義肢的少年蓮夜接觸「Geass」作為中心。

## 登場人物
蓮夜（声：內山昂輝）
本作主角，是一個日本失落家族的少主，沒有姓氏。
本為與C.C.結下「Geass」的契約者，但在簽下契約期間，因意外失敗而得不到具現在左眼的Geass力量，反而令左手出現變化。裝有義肢的17歲少年，可以射出百發百中的手裡劍。
似乎是朱雀的祖先。在結局中發誓效忠克萊兒女皇，留在不列顛帝國，成為她的騎士。與C.C.道別時，發現她真正的心願是尋找屬於自己的歸屬。
C.C.
不死魔女，仍然是「Geass」的關鍵人物，想尋求能繼承其code的Geass能力者，讓自己得而死亡。同時也與不列顛王室關係密切（因為王族擁有遺傳Geass資質的血緣）。遇上在戰亂中想拯救同伴的蓮夜，打算與對方結下契約，但結果出乎意料之外。雖然知道他是一個沒有繼承code資質的少年，但仍留下觀察他們的發展。
在本編開始前的預告名字是。在本作結束後，繼續流浪世界。
達修
酷似原作魯魯修的角色，把蓮夜視為敵人。除了知道可運用怪異能力外，一切都是謎。最終敗給蓮夜而逝去。
卡爾拉／克萊兒·利·不列顛尼亞
不列顛尼亞的王女，因父母在政變失敗而逃亡至日本生活，擁有一串家傳的聖石項鍊。戴著黑色假髮掩蓋金髮，化名為「卡爾拉」的原因是因為外國人的名字太醒目。自稱來自琉球，後來才被阿爾特拆穿身份。
外表和名字酷似其後代柯內莉亞及尤菲米亞。在結局中成為不列顛尼亞的女皇，統一新大陸，是現代不列顛尼亞王族的祖先。
阿爾特·拜茵貝爾格
一開始與蓮夜為敵的不列顛尼亞軍官。由於王族裏沒有能繼承王位的合適人選，所以與C.C.一同行動，前往日本尋找克萊兒公主，並打算推舉她成為女王。後來擔任克萊兒的護衛兼騎士。被蓮夜稱呼為「拜茵兄」。
似乎是吉諾的祖先。
美鈴
蓮夜在穎明義塾的伙伴。
安奇
梅修·薩·梅西
風之「Knightmare」
沃塔波伊
水之「Knightmare」

## 出版書籍
| 冊數 | 角川書店       | 角川書店               | 台灣角川       | 台灣角川               |
| 冊數 | 發售日         | ISBN                   | 發售日         | ISBN                   |
| ---- | -------------- | ---------------------- | -------------- | ---------------------- |
| 1    | 2011年1月26日  | ISBN 978-4-04-715607-4 | 2011年10月22日 | ISBN 978-986-287-420-2 |
| 2    | 2011年5月26日  | ISBN 978-4-04-715697-5 | 2011年12月10日 | ISBN 978-986-287-515-5 |
| 3    | 2011年11月26日 | ISBN 978-4-04-120010-0 | 2012年5月16日  | ISBN 978-986-287-735-7 |
| 4    | 2012年4月26日  | ISBN 978-4-04-120206-7 | 2012年10月17日 | ISBN 978-986-287-994-8 |
| 5    | 2012年9月26日  | ISBN 978-4-04-120408-5 | 2013年4月20日  | ISBN 978-986-325-334-1 |
| 6    | 2013年4月26日  | ISBN 978-4-04-120669-0 | 2013年12月10日 | ISBN 978-986-325-728-8 |
| 7    | 2013年9月26日  | ISBN 978-4-04-120823-6 | 2014年6月5日   | ISBN 978-986-366-022-4 |

## 外部連結
- 動畫官方網站（页面存档备份，存于） （日語）
- Sunrise動畫官方網站（页面存档备份，存于） （日語）
- Code Geass漆黑的蓮夜官方網站（页面存档备份，存于） （日語）